# ایوان کونیف
ایوان استپانوویچ کونیِف (روسی: Ива́н Степа́нович Ко́нев؛ زادهٔ ۲۸ دسامبر ۱۸۹۶ – درگذشتهٔ ۲۱ مهٔ ۱۹۷۳) افسر نظامی اهل روسیه، از فرماندهان ارتش سرخ، و مارشال اتحاد جماهیر شوروی بود که در پایان جنگ جهانی دوم بخش‌های زیادی از چکسلواکی را آزاد کرد و از امضاکنندگان پیمان ورشو بود. وی همچنین در زمان انقلاب ۱۹۵۶ مجارستان فرماندهی نیروهای زرهی شوروی برای سرکوب معترضان را برعهده داشت.
سال ۱۹۸۰ تندیس مارشال ایوان کونیف در یکی از محلات پراگ نصب شد، اما این تندیس پس از کشمکش‌های فراوان، سرانجام در آوریل ۲۰۲۰ برداشته شد. وزارت امور خارجهٔ روسیه به‌شدت به این اقدام اعتراض کرد و دولت روسیه گفت که در این زمینه «تحقیقات کیفری» انجام خواهد داد.